# Diamonds (Film)
Diamonds (dt. Titelzusatz Der Gauner mit dem Diamantenherz) ist eine US-amerikanische Filmkomödie aus dem Jahr 1999.

## Handlung
Ein älterer Mann und sein entfremdeter Sohn suchen nach Schätzen und versuchen, ihre Beziehung so zu verbessern. Harry Agensky ist ein ehemaliger Boxweltmeister im Weltergewicht, der mit seinem Sohn Moses in Kanada lebt. Harrys anderer Sohn, Lance, merkt, dass sein Vater sich nie für seine Träume und Ambitionen interessierte, weshalb er jetzt keine gute Beziehung zu seinem Vater hat. Lances Beziehung zu seinem Sohn Michael ist aber nicht viel besser. Einsam seit dem Tod seiner Frau und gebrechlich aufgrund eines Schlaganfalls will Harry auf einer Ranch in Nord-Kanada in den Ruhestand, kann sich das aber nicht leisten. Lance lädt Harry zu einem Skiurlaub mit Michael ein und Harry nimmt die Einladung an. Harry behauptet, dass er vor Jahren einen Kampf schmiss und in Diamanten bezahlt werden sollte, die irgendwo in Las Vegas versteckt seien. Wenn er die Edelsteine finden würde, wäre er in der Lage, die Ranch zu kaufen. Lance hat Zweifel, aber er hilft Harry und die drei hoffen, die Diamanten zu finden. Auf dem Weg dorthin besuchen die Männer das Bordell von Madame Sin-Dee, nachdem Harry die anderen überzeugen kann. Die drei finden die Diamanten und Harry und Lance versöhnen sich wieder.

## Entstehung & Veröffentlichung
Produziert wurde er von der Total Film Group und der deutschen Cinerenta Medienbeteiligung für Miramax. Die Dreharbeiten fanden in Reno, Nevada sowie am Donner Lake im Tahoe National Forest, Kalifornien statt. Premiere hatte der Film Anfang September 1999 auf dem Deauville Festival of American Cinema, in Deutschland erschien er im April 2001 auf DVD. Der Film wurde an den Kinokassen kein großer Erfolg und startete nur in 27 Kinos in den Vereinigten Staaten, wo er lediglich 88.428 US-Dollar einnahm.

## Rezeption
Kritiker lobten besonders die schauspielerische Leistung von Kirk Douglas, bescheinigten dem Film aber einen schlechten Plot, unglaubwürdige Charaktere und schwache Leistungen der weiteren Darsteller. Für Roger Ebert war Douglas’ Leistung demnach auch die einzige Rettung eines ansonsten schwachen Filmes.
Das Lexikon des internationalen Films beschreibt den Film als komödiantisches Roadmovie, das solide inszeniert und gespielt wurde. Es werbe um gegenseitiges Verständnis dreier Generationen und wirke ebenfalls als Hommage an Hauptdarsteller Douglas, der ebenso wie die Hauptfigur an den Folgen eines Schlaganfalls leidet. In der Summe biete der Film harmlose, sympathische Unterhaltung.